# Josh Barnett
Josh Lawrence „Josh” Barnett (ur. 10 listopada 1977 w Seattle) − amerykański zawodnik mieszanych sztuk walki (MMA) oraz wrestler. Były mistrz UFC w wadze ciężkiej (2002), od 2003 roku Król Pancrase w kategorii otwartej.

## Mieszane sztuki walki

### UFC
Pierwszą profesjonalną walkę stoczył w styczniu 1997 roku. Wygrawszy 6 pojedynków z rzędu, w 2000 roku został zaangażowany przez UFC, największą amerykańską organizację MMA. W debiucie podczas gali UFC 27 pokonał przez TKO Gana McGee. W swojej drugiej walce, w lutym 2001 roku doznał pierwszej porażki w karierze, gdy został znokautowany przez Pedro Rizzo. Jednak następne dwa pojedynki − z Semem Schiltem i Bobbym Hoffmanem − wygrał przed czasem, dzięki czemu otrzymał szansę zmierzenia się z Randym Couture'em o mistrzostwo UFC w wadze ciężkiej. Odbyła się ona 22 marca 2002 roku w Las Vegas podczas gali UFC 36. W pierwszej rundzie przewagę miał Couture, podobnie jak na początku drugiej, gdy obalił Barnetta. Barnett zdołał jednak odwrócić losy walki, gdy w połowie drugiej rundy zdobył dominującą pozycję w parterze, a następnie zakończył pojedynek przez TKO celnymi ciosami łokciami i pięściami. Tym samym odebrał Couture'owi tytuł, stając się najmłodszym w historii mistrzem UFC w wadze ciężkiej. Przeprowadzone testy antydopingowe wykazały jednak w organizmie Barnetta obecność zabronionych substancji (trzy sterydy anaboliczne). Choć nie przyznał się on do ich stosowania, Komisja Sportowa Stanu Nevada zawiesiła go 26 lipca 2002 roku na 6 miesięcy, a organizacja UFC pozbawiła tytułu.

### Występy w Japonii
Wskutek wpadki dopingowej wyjechał do Japonii, gdzie od lutego 2003 do maja 2004 roku występował jako wrestler w organizacji New Japan Pro Wrestling.
Równocześnie kontynuował tam karierę MMA. 31 sierpnia 2003 roku pokonał w Tokio przez duszenie zza pleców Yūkiego Kondō, zdobywając tytuł Króla Pancrase w kategorii otwartej. Cztery miesiące później, podczas organizowanej przez Antonio Inokiego sylwestrowej gali Inoki Bom-Ba-Ye 2003 po raz drugi w karierze wygrał z Semem Schiltem (dźwignia na staw łokciowy).
Sukcesy te sprawiły, że podpisała z nim kontrakt ówcześnie największa organizacja MMA na świecie, PRIDE Fighting Championships. Barnett zadebiutował w niej w październiku 2004 roku, podczas gali PRIDE 28, w przegranym pojedynku z Mirko Filiopoviciem (poddanie po 46 sekundach). Była to pierwsza porażka Amerykanina od ponad 3 lat, ponadto kosztowała go ciężką kontuzję barku, która wyeliminowała go na rok ze startów. W pierwszej walce po powrocie zmierzył się w rewanżu z Filipoviciem − ponownie przegrał, tym razem przez jednogłośną decyzję.
Pierwsze zwycięstwo w PRIDE FC zanotował w lutym 2006 roku, gdy podczas PRIDE 31 wygrał przez duszenie zza pleców z Kazuhiro Nakamurą. Następnie wystartował w turniej PRIDE Openweight Grand Prix. W pierwszej rundzie i ćwierćfinale pokonał przez poddanie odpowiednio Aleksandra Jemieljanienkę i Marka Hunta. Półfinały i finał zostały rozegrane jednego dnia − 10 września 2006 roku w Saitama Super Arena. Barnett awansował do finału po wyrównanym pojedynku z byłym mistrzem PRIDE w wadze ciężkiej, Antônio Rodrigo Nogueirą, którego pokonał przez niejednogłośną decyzję sędziów. W walce o mistrzostwo GP zmierzył się po raz trzeci z Filipoviciem. Chorwat dominował od samego początku, dwukrotnie posyłając Amerykanina na deski po kopnięciu w głowę i ciosie podbródkowym. W końcu po 5 minutach i 32 sekundach boju zmusił Barnetta do poddania się na skutek ciosów pięściami w parterze.
W 2006 roku Barnett stoczył w PRIDE jeszcze dwie walki − wygraną przed czasem z Pawłem Nastulą i przegrany przez decyzję rewanż z Nogueirą. W 2007 roku PRIDE FC została sprzedana właścicielom UFC i w praktyce przestała funkcjonować, a Barnett został wolnym agentem.
Na ring powrócił wiosną 2008 roku, gdy wystąpił na dwóch pierwszych galach nowo powstałej japońskiej organizacji World Victory Road, pokonując Hidehiko Yoshidę i Jeffa Monsona.

### Powrót do USA
Po 6 latach od chwili odejścia z UFC Barnett stoczył w lipcu 2008 roku swoją pierwszą walkę na terenie USA. Podczas gali Affliction: Banned zrewanżował się Pedro Rizzo za nokaut sprzed 7 lat, samemu nokautując Brazylijczyka lewym sierpowym w drugiej rundzie. W swoim drugim występie dla Affliction, w styczniu 2009 roku pokonał przed czasem Holendra Gilberta Yvela. Trzecią walką miała być zaplanowana na 1 lipca 2009 (Affliction: Trilogy) konfrontacja z ostatnim mistrzem PRIDE FC, Fiodorem Jemieljanienką. Pojedynek ten, jak i cała gala, został jednak odwołany, gdyż przeprowadzony wcześniej test antydopingowy Barnetta przyniósł wynik pozytywny (steryd anaboliczny).
W 2010 roku stoczył dwie wygrane walki poza granicami USA. We wrześniu tego samego roku ogłoszono, że podpisał kontrakt z drugą po UFC najważniejszą amerykańską organizacją − Strikeforce. W 2011 roku wystartował w 8-osobowym turnieju Strikeforce World Grand Prix skupiającym najlepszych zawodników tej organizacji w wadze ciężkiej. W czerwcu, w jednym z ćwierćfinałów pokonał Bretta Rogersa (poddanie w 2. rundzie), natomiast we wrześniowym półfinale wyeliminował Siergieja Charitonowa (poddanie w 1. rundzie). W walce finałowej, która odbyła się 20 maja 2012 roku, zmierzył się z Danielem Cormierem. Przegrał z nim przez jednogłośną decyzję, doznając pierwszej porażki od niemal 6 lat. Na początku 2013 roku po burzliwych zawirowaniach dotyczących jego powrotu do UFC ostatecznie podpisał kontrakt z największą organizacją MMA na świecie, a po prawie 11 latach (31 sierpnia) ponownie stoczył walkę w oktagonie przeciwko Frankowi Mirowi. Barnett zwyciężył przed czasem posyłając Mira na deski uderzeniem kolanem w klinczu w 1. rundzie.
28 grudnia 2013 przegrał przez nokaut z Travisem Brownem w pierwszej minucie pierwszej rundy, natomiast 27 września 2015 wygrał na punkty z Royem Nelsonem. 30 stycznia 2016 uległ pierwszy raz w karierze przez poddanie w walce z Benem Rothwellem. 3 września 2016 pokonał przez poddanie byłego mistrza UFC Andreja Arłouskiego.

## Afery dopingowe
Josh Barnett jest jedynym zawodnikiem w historii mieszanych sztuk walki, który trzykrotnie został przyłapany na stosowaniu dopingu. Po raz pierwszy zdarzyło się to w 2001 roku, gdy przed walką z Bobbym Hoffmanem wykryto w jego organizmie niedozwolone substancje wspomagające. Jednak z racji tego, że badanie miało jedynie charakter sondażowy, Barnett nie poniósł ówcześnie żadnych konsekwencji.
W 2002, po walce z Randym Couture'em, testy antydopingowe wykazały, że Barnett stosował trzy sterydy anaboliczne (boldenon, fluoxymesteron i nandrolon). W konsekwencji został zdyskwalifikowany na 6 miesięcy i utracił mistrzostwo UFC w wadze ciężkiej. Sam zawodnik nie przyznał się do zażywania niedozwolonych substancji i skrytykował rzetelność testów.
Trzeci przypadek miał miejsce 21 lipca 2009, gdy Komisja Sportowa Stanu Kalifornia (CSAC) odmówiła wydania mu licencji na walkę z Fiodorem Jemieljanienką, powołując się na pozytywny wynik przeprowadzonego miesiąc wcześniej testu antydopingowego, który wykrył w moczu zawodnika ślady sterydu anabolicznego drostanolonu. W rezultacie planowana na 1 sierpnia gala Affliction: Trilogy została odwołana, a wkrótce potem jej główny organizator wycofał się z działalności promotorskiej. Barnett ponownie zaprzeczył, że stosował nielegalny doping, równocześnie twierdząc, że nie wie jak substancja znalazła się w jego organizmie. Później twierdził, że przyczyną były zanieczyszczone suplementy.
W marcu 2012 roku, podczas specjalnego przesłuchania przed CSAC, warunkowo odzyskał licencję. W zamian zobowiązał się do poddawania się testom antydopingowym przed każdą swoją walką.
Pod koniec roku 2016 ukazała się informacja o tym, że Josh Barnett naruszył politykę antydopingową USADA i zostanie zawieszony do czasu wyjaśnia sprawy. W efekcie otrzymał jedynie upomnienie od Amerykańskiej Agencji Antydopingowej (USADA), a całe zamieszanie z zawieszeniem zawodnika wynikło przez znalezienie w jego organizmie nielegalnej Ostaryny, substancja ta jest często znajdowana w zanieczyszczonych odżywkach, co Barnett udowodnił przed komisją.

## Osiągnięcia

### Mieszane sztuki walki
- 1999: SuperBrawl 13 - 1. miejsce w turnieju wagi ciężkiej
- 2002: mistrz UFC wagi ciężkiej
- 2003: król Pancrase wagi otwartej (bez limitu)
- 2006: PRIDE Heavyweight Grand Prix - finalista turnieju wagi ciężkiej
- 2012: Strikeforce Heavyweight Grand Prix - finalista turnieju wagi ciężkiej

### Grappling
- 2009: Mistrzostwa Świata IBJJF No Gi w jiu-jitsu - 1. miejsce w kat. ultraciężkiej, czarne pasy[19]
- 2014: mistrz Metamoris wagi ciężkiej[20]

## Walka na gołe pięści
23 października 2020 roku po powrocie do walk stoczył swój pierwszy pojedynek w formule boksu na gołe pięści z możliwością używania uderzeń łokciami, podczas pierwszej gali nowo powstałej organizacji Genesis. Walkę wygrał z byłym mistrzem KSW − Marcinem Różalskim, gdyż ten nie był zdolny wyjść do 3 rundy.

## Lista walk w grapplingu (niepełna)
| Wynik     | Przeciwnik      | Rozstrzygnięcie                               | Runda | Czas  | Rozgrywki                         | Data       | Uwagi                                                     |
| --------- | --------------- | --------------------------------------------- | ----- | ----- | --------------------------------- | ---------- | --------------------------------------------------------- |
| Remis     | Phil De Fries   | Remis (brak zakończenia walki przez poddanie) | 1     | 10:00 | XTB KSW Epic: Khalidov vs. Adamek | 24.02.2024 | Zasady Submission fightingu                               |
| Przegrana | Gordon Ryan     | Poddanie (duszenie trójkątne)                 | 1     | N/A   | Quintet                           | 05.10.2018 |                                                           |
| Wygrana   | Ryron Gracie    | Poddanie (dźwignia na staw skokowy)           | 1     | 12:58 | Metamoris VI                      | 09.05.2015 | Walka o mistrzostwo wagi ciężkiej Metamoris               |
| Wygrana   | Dean Lister     | Poddanie (dźwignia na kark)                   | 1     | 19:48 | Metamoris IV                      | 09.08.2014 | Walka o inauguracyjne mistrzostwo wagi ciężkiej Metamoris |
| Przegrana | Ricardo Almeida | Poddanie (duszenie gilotynowe)                | N/A   | N/A   | ADCC                              | 2000       |                                                           |
| Przegrana | Mark Kerr       | Poddanie (kimura)                             | N/A   | N/A   | ADCC                              | 2000       | +99 kg                                                    |
| Przegrana | Garth Taylor    | Punkty                                        | 1     | 10:00 | ADCC                              | 1999       |                                                           |
| Wygrana   | Pedro Duarte    | Poddanie                                      | 1     | 1:19  | ADCC                              | 1999       |                                                           |
| Przegrana | Mark Kerr       | Punkty                                        | 1     | 10:00 | ADCC                              | 1999       | +99 kg                                                    |
| Wygrana   | Travis Fulton   | Punkty                                        | 1     | 15:00 | ADCC                              | 1999       | +99 kg                                                    |

## Lista walk w boksie na gołe pięści
| Wynik   | Bilans | Przeciwnik      | Rozstrzygnięcie                          | Runda | Czas | Rozgrywki                  | Data       | Miejsce | Uwagi                          |
| ------- | ------ | --------------- | ---------------------------------------- | ----- | ---- | -------------------------- | ---------- | ------- | ------------------------------ |
| Wygrana | 1-0    | Marcin Różalski | TKO (niezdolność do kontynuowania walki) | 2     | 3:00 | Genesis: Różal vs. Barnett | 23.10.2020 | Łódź    | Debiut w boksie na gołe pięści |